# Lista de membros da Royal Society eleitos em 1794
Esta é uma lista de Membros da Royal Society eleitos em 1794.

## Fellows
1. John Blackburne (1754-1833)
2. Alexander Dirom (1757–1830)
3. James Earle (1755–1817)
4. Bryan Edwards (1743–1800)
5. John Freeman-Mitford, 1st Baron Redesdale (1748–1830)
6. Robert Fulke Greville (1751–1824)
7. John Grieve
8. John Hely-Hutchinson (1724–1794)
9. John Henslow
10. Nathaniel Hulme (1732–1807]]
11. Robert Jenkinson, 2.º Conde de Liverpool (1770–1828)
12. Thomas Keate (1745–1821)
13. Francis Humberston Mackenzie (1754–1815)
14. Lewis Majendie (-1838)
15. Matthew Martin (1748-1838)
16. Frederick North, 5th Earl of Guilford (1766–1827)
17. Peter Peirson {1739–1808)
18. Thomas Plumer (1753–1824)
19. Patrick Ross (ca. 1740–1804)
20. Johann Gottfried Schmeisser (1767–1837)
21. William Sotheby (1757–1833)
22. John Symmons (-1832)
23. John Walker (-1824)
24. Johann Gottlieb Walter (1734–1818)
25. Thomas Watkins (ca. 1761–1829)
26. William Wynne (d-1815)
27. Thomas Young (1773–1829)